# Головня, Михаил Михайлович
Головня́ Михаи́л Миха́йлович (18 октября 1908 — 21 января 1974) — советский военный лётчик и военачальник, участник Великой Отечественной войны, генерал-майор авиации, командир 10-го истребительного авиационного Сталинградского ордена Богдана Хмельницкого корпуса.

## Биография
Головня Михаил Михайлович родился 18 октября 1908 года в г. Томске. Русский. В Красной Армии с февраля 1926 г. по июль 1938 г. и с июня 1939 г.

### Образование

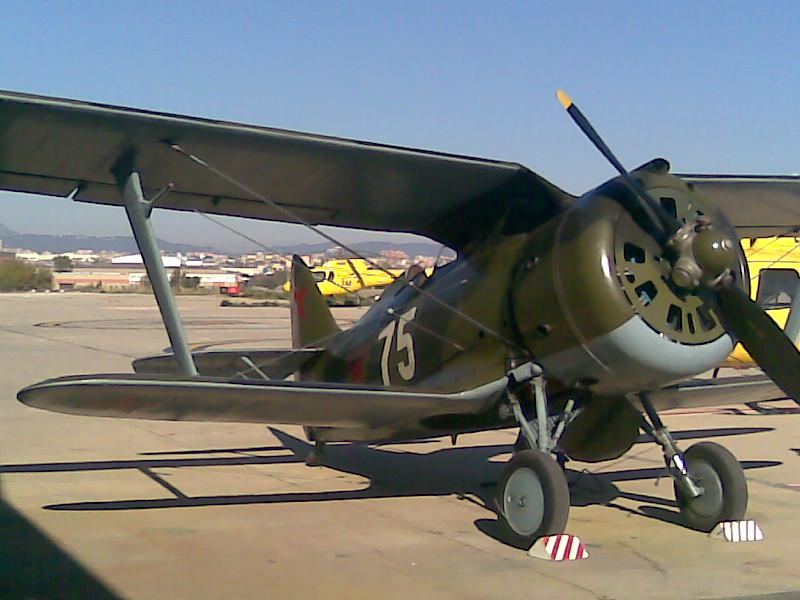
Самолёт И-153

- Ленинградская военно-теоретическая школа летчиков (1926)
- 1-я военная школа летчиков им. А. Ф. Мясникова (п. Кача) (1928)
- КУВНАС при Военной академии командного и штурманского состава ВВС Красной Армии (1943)

### До войны
Службу в РККА начал в феврале 1926 года, поступив в 1-ю школу военных летчиков им. А. Ф. Мясникова. После окончания школы (июнь 1928 г.) был назначен на должность лётчика-инструктора этой школы, затем вырос до командира звена и отряда. В октябре 1933 года назначен на должность командира отряда 4-й дальнеразведывательной авиационной эскадрильи, с сентября 1934 г. — командир 6-й истребительной авиационной эскадрильи в Беломорском военном округе, с сентября 1936 г. — командир 132-й истребительной авиационной бригады в этом же округе. «3а выдающиеся личные успехи по овладению боевой авиационной техникой и умелое руководство боевой и политической подготовкой» в 1936 г. награждён орденом Ленина и именными золотыми часами. С апреля 1938 г. находился в распоряжении начальника ВВС Красной Армии, в июле уволен в запас по ст. 43 п. «а».
В июне 1939 г. восстановлен в кадрах Красной Армии и назначен инспектором-летчиком по технике пилотирования ВВС Московского военного округа. С января 1940 г. — командир 145-го истребительного авиационного полка Московского военного округа, с августа перешел на испытательскую работу — летчик-испытатель авиационного завода № 81 в Москве. 16 сентября 1940 г. назначен командиром 147-го истребительного авиационного полка 1-й смешанной авиационной дивизии ВВС Ленинградского военного округа. Летал на И-15 бис, И-153, ЛаГГ-3, МиГ-3. Перед началом Великой Отечественной войны полк базировался на Крайнем Севере в Мурмаши, Шонгуй, Африканде и предназначался для обороны Мурманска и Архангельска.

### Во время Великой Отечественной войны

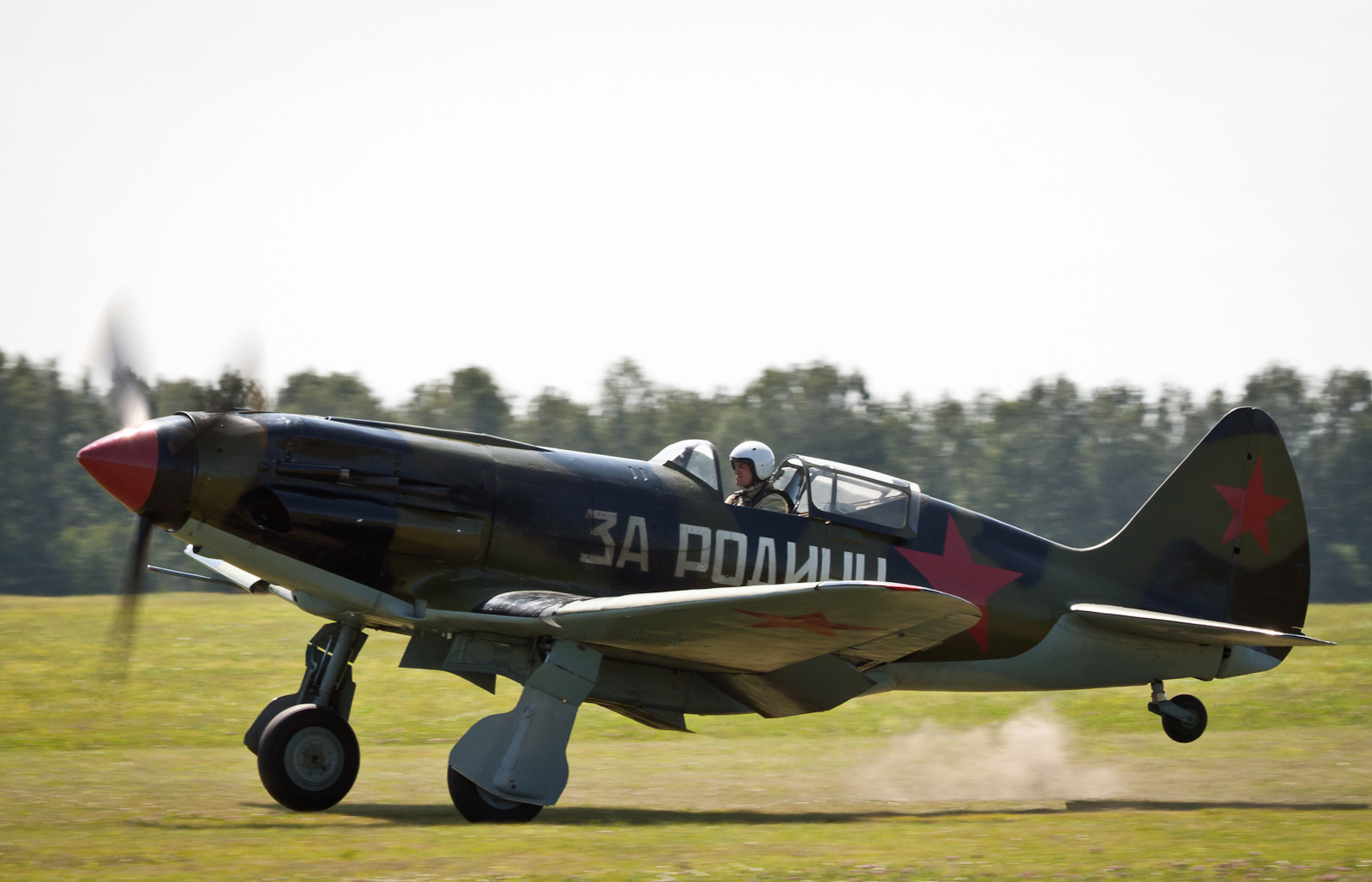
Самолёт МиГ-3, на котором Головня встретил войну

С началом Великой Отечественной воины М. М. Головня в должности командира 147-го истребительного авиационного полка 1-й смешанной авиационной дивизии. С первого дня войны полк действовал на Северном фронте, с 23 августа 1941 г. — на Карельском фронте.
С августа 1941 г. М. М. Головня — командир 1-й смешанной авиационной дивизии ВВС 14-й армии Карельского фронта, которая прикрывала г. Мурманск, поддерживала корабли Северного Флота и войска, оборонявшие полуострова Рыбачий и Средний. Будучи командиром сам выполнял боевые задания, неоднократно вступал в воздушный бой с самолётами противника. 23 сентября 1941 года после воздушного боя на самолёте МиГ-3 произвел вынужденную посадку у озера Няльявр. Сам вернулся в часть. С февраля 1942 г. М. М. Головня — заместитель командующего ВВС 14-й армии того же фронта. Армия вела оборонительные бои на Мурманском и Кандалакшском направлениях. С апреля 1942 года командует ВВС 26-й армии Карельского фронта, которые под командованием М. М. Головни бомбовыми и штурмовыми ударами поддерживали войска армии, прикрывали их от авиации противника на Кестеньгском, Ухтинском и Ребольском направлениях.
С ноября 1942 года — командир 258-й истребительной авиационной дивизии 7-й воздушной армии Карельского фронта.

…М. М. Головня в труднейших условиях первого периода войны в Заполярье умело руководил боевой деятельностью подчиненных частей и «в боях за Родину проявил себя как отважный, мужественный боец, неоднократно водил подчиненные подразделения на боевые задания… Лично сбил 1 самолёт противника»— Из боевой характеристики
С января 1943 г. проходил обучение на КУВНАС при Военной академии командного и штурманского состава ВВС РККА. По окончании курсов 21 июля 1943 г. назначен командиром 10-го Сталинградского истребительного авиационного корпуса. Лично летал на самолётах Як-3 и Ла-7. Корпус под командованием М. М. Головни прикрывал войска фронтов, вел борьбу за господство в воздухе. За отличие в боях корпус был награждён орденом Богдана Хмельницкого 2-й степени.

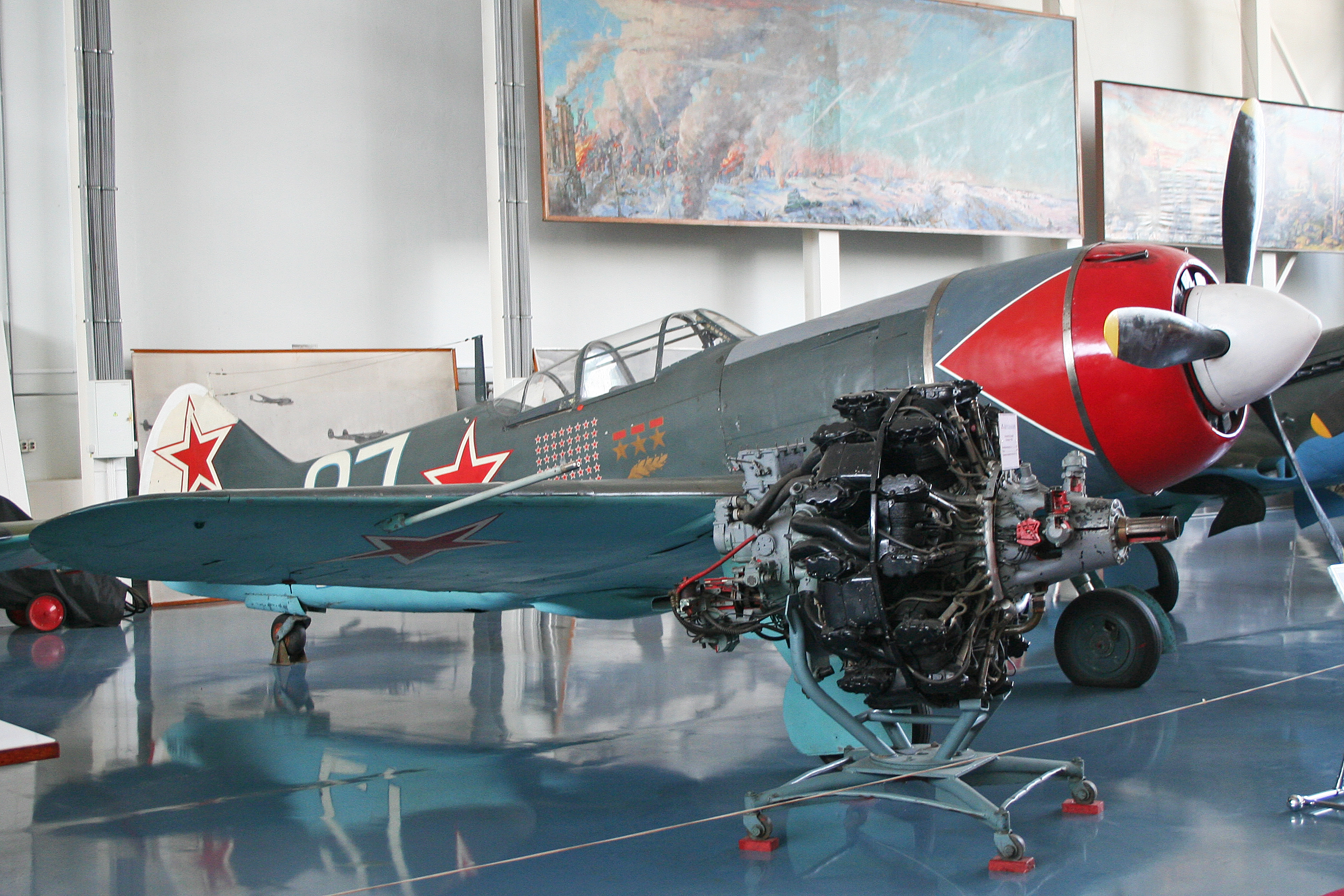
Истребитель Ла-7

М. М. Головня руководил соединениями корпуса при проведении операций и битв:
- Курская битва[2] — с 21 июля 1943 года по 23 августа 1943 года
- Изюм-Барвенковская операция — с 21 июля 1943 года по 27 июля 1943 года
- Белгородско-Харьковская операция «Румянцев»[2] — с 3 августа 1943 года по 23 августа 1943 года
- Донбасская операция — в период с 13 августа 1943 года по 22 сентября 1943 года
- Днепровская воздушно-десантная операция — в период с 23 сентября 1943 года по 13 ноября 1943 года
- Запорожская операция — в период с 10 октября 1943 года по 14 октября 1943 года
- Киевская операция — в период с 3 ноября 1943 года по 22 декабря 1943 года
- Корсунь-Шевченковская операция[2] — в период с 24 января 1944 года по 17 февраля 1944 года
- Никопольско-Криворожская операция — в период с 30 января 1944 года по 29 февраля 1944 года
- Проскуровско-Черновицкая операция[2] — в период с 4 марта 1944 года по 17 апреля 1944 года
- Одесская операция — в период с 26 марта 1944 года по 14 апреля 1944 года
- Львовско-Сандомирская операция[2] — в период с 13 июля 1944 года по 29 августа 1944 года
- Ясско-Кишиневская операция — в период с 20 августа 1944 года по 29 августа 1944 года
- Карпатско-Дуклинская операция — в период с 8 сентября 1944 года по 28 октября 1944 года
- Восточно-Карпатская операция[2] — в период с 8 сентября 1944 года по 28 октября 1944 года
- Западно-Карпатская операция[2] — в период с 12 января 1945 года по 18 февраля 1945 года
- Моравско-Остравская операция[2] — в период с 10 марта 1945 года по 5 мая 1945 года
- Пражская операция[2] — в период с 6 мая 1945 года по 11 мая 1945 года

Корпус отличился при освобождении городов Тернополь, Бельско-Бяла, Опава, Моравска-Острава, Оломоуц.

Части корпуса под командованием генерала Головни произвели 31 750 боевых вылетов на сопровождение штурмовиков и бомбардировщиков, прикрытие своих войск, на разведку и штурмовку войск противника. За это же время произведено 1065 воздушных боев, в которых сбито 966 самолётов противника при своих потерях — 308 самолётов— служебная характеристика
За период войны генерал-майор авиации Головня М. М. лично выполнил 41 боевой вылет, сбил лично 2 самолёта противника.

### После войны
После войны М. М. Головня продолжал командовать 10-м истребительным авиационным Сталинградским ордена Богдана Хмельницкого корпусом. Ввиду болезни в сентябре 1947 года вышел в отставку по болезни. Проживал в Москве. Умер 19 января 1974 года в Москве. Похоронен в Москве, на Даниловском кладбище, с супругой, майором авиации, Клавдией Семеновной, уч. «Стрелка».

### Воинские звания
- генерал-майор авиации — 7 августа 1943 года

## Награды

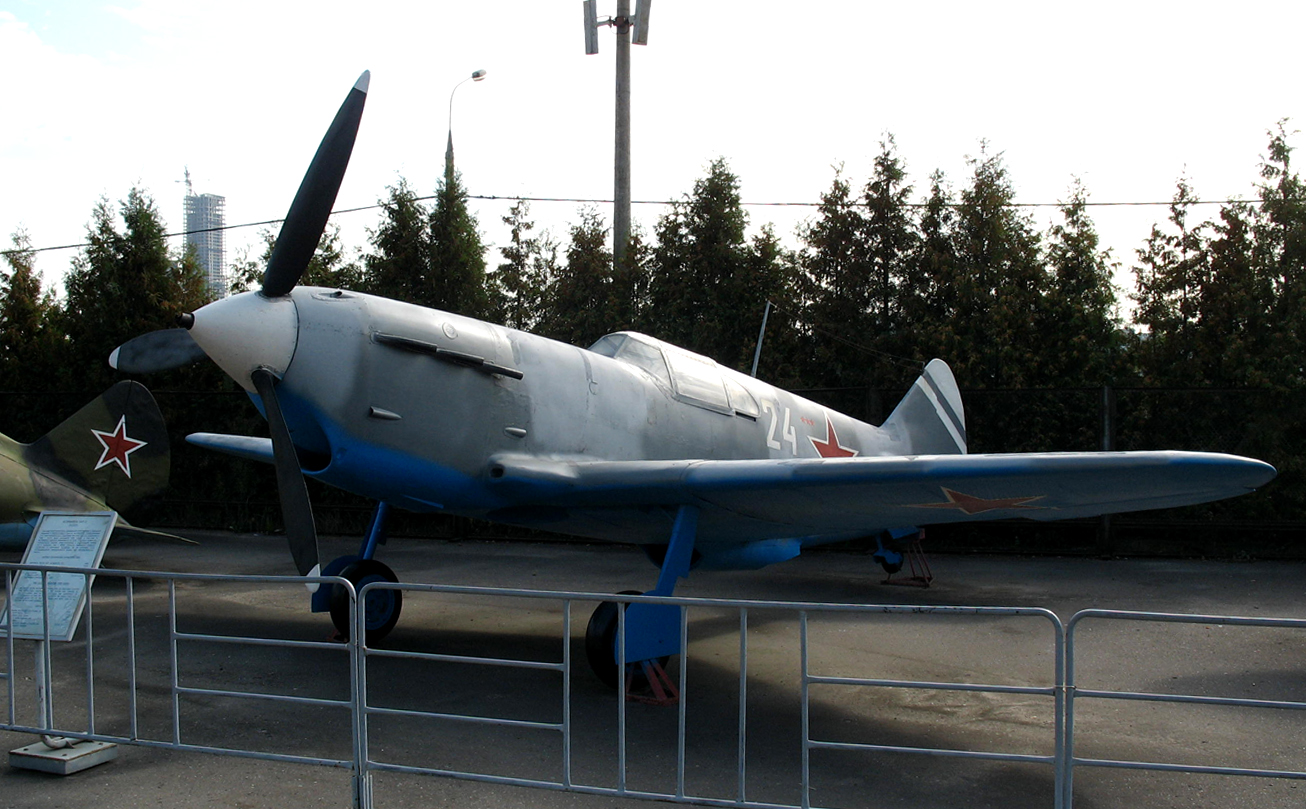
Истребитель ЛаГГ-3

- орден Ленина (25.05.1936 г.)
- орден Красного Знамени[1](18.02.1942 г.)
- орден Красного Знамени[5](10.01.1944 г.)
- орден Красного Знамени[4](21.05.1945 г.)
- орден Красного Знамени (06.11.1947)
- орден Суворова 2 степени[6] (10.01.1944 г.)
- орден Кутузова 2 степени (11.08.1944 г.)[7]
- орден Красной Звезды (03.11.1944 г.)
- медали
- иностранные ордена